# Межевые камни

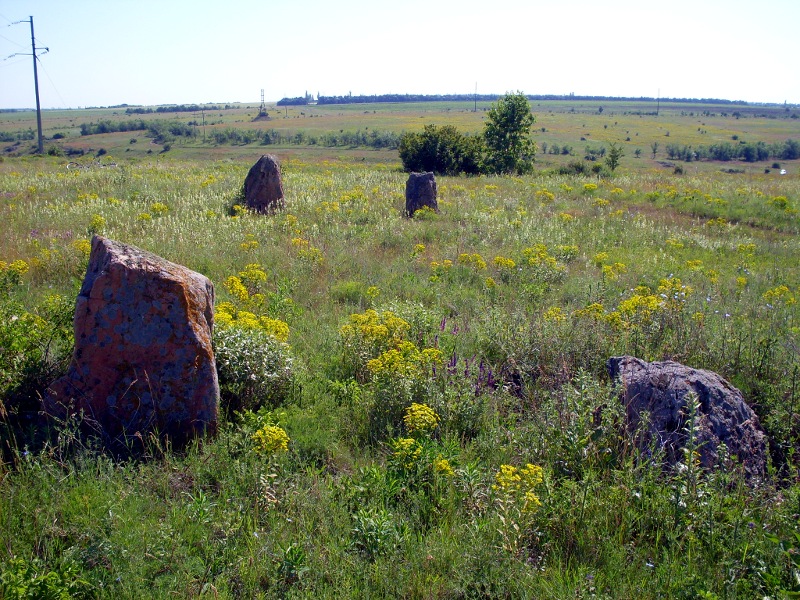

«Межевые камни» — археологический памятник Украины времён позднего неолита. Представляет собой два ряда из 15 пар параллельных каменных монолитов — аллею менгиров. Возможно, это культовое сооружение, связанное с божеством Солнца. Ряды сориентированы с востока на запад, высота параллельных пар глыб одинакова. Наивысшая вторая пара (до 1,50 м), высота следующих постепенно уменьшается. Расстояние между соседними глыбами рядов увеличивается. Квалифицированных археологических исследований памятника не проводилось.
В радиусе 1-2 км от «Межевых камней» расположено около 20 курганов (неолит-бронза), многие из них разрушены. В непосредственной близости — грот (навес) «Чёртова пещера».
«Межевые камни» расположены вблизи слияния речек Сугаклея и Сугаклейчика, южнее села Нечаевка Кропивницкого района Кировоградской области (Украина).

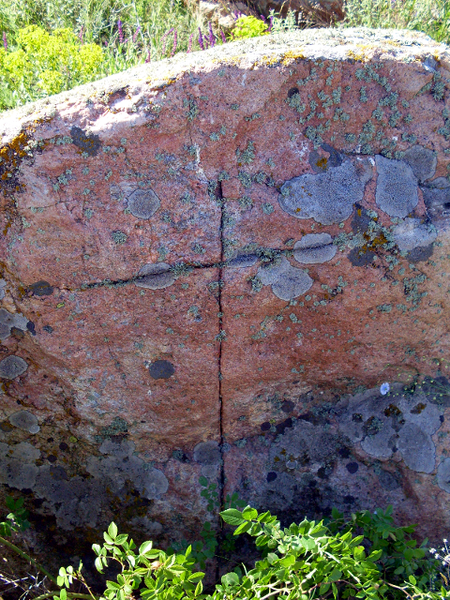